# Mary Esther Were
Mary Esther Were, née en 1989 à Nairobi (Kenya), est la 4e dauphine de Miss Univers 2016, Iris Mittenaere. Elle est connue pour avoir créé la surprise lors de la 65e cérémonie de ce concours à Manille.

## Biographie[2]

### Jeunesse
Elle perd ses deux parents respectifs très jeune. Grâce au soutien de sa famille, elle arrive à surmonter cette épreuve qui l'a rendu plus forte que jamais.

## Miss Univers Kenya 2016
Elle remporte le concours de Miss Univers Kenya 2016 à Nairobi. 

## Miss Univers 2016
Elle se présente au concours de Miss Univers 2016 à Manille aux Philippines. La citation "Ne lâche jamais" est son moteur dans la vie. Elle souhaite notamment agir pour certaines cause comme le SIDA ou les addictions aux drogues. Elle intègre le Top 13 à la grande surprise générale car elle n'était pas classée dans les favorites. Elle défile en maillot de bain et intègre le Top 9. Elle défile en robe de soirée rouge et intègre le Top 6. Lors de la question sur le monde, elle tombe sur la question la plus difficile concernant l'élection de Donald Trump. Elle n'intègre donc pas le Top 3. Elle finit alors 4e Dauphine de Iris Mittenaere, Miss Univers 2016, un record pour le Kenya.
| Miss Univers 2016 | - France – Iris Mittenaere |
| 1re dauphine      | - Haïti – Raquel Pélissier |
| 2e dauphine       | - Colombie – Andrea Tovar |
| Top 6             | - Thaïlande – Chalita Suansane (3e dauphine) - Kenya – Mary Esther Were (4e dauphine) - Philippines – Maxine Medina (5e dauphine) |
| Top 9             | - Canada – Siera Bearchell - Mexique – Kristal Silva - États-Unis – Deshauna Barber                                               |
| Top 13            | - Panama – Keity Drennan - Pérou – Valeria Piazza - Indonésie – Kezia Warouw - Brésil – Raíssa Santana                            |

Elle obtient les notes suivantes :
| Pays  | Maillot de bain | Robe de soirée | 1re Interview | 2e Interview |  |
| ----- | --------------- | -------------- | ------------- | ------------ |  |
| Kenya | 8,150 (7)       | 9,040 (4)      | 7,500 (5)     |              |  |